# Overton (Malpas)
Overton – wieś w Anglii, w hrabstwie ceremonialnym Cheshire, w dystrykcie (unitary authority) Cheshire West and Chester. Leży 20 km na południe od miasta Chester i 248 km na północny zachód od Londynu. W 2001 miejscowość liczyła 68 mieszkańców.